# Jan Jans (architect)
Jan Jans (Almelo, 1 oktober 1893 - 21 februari 1963) was een Nederlands architect met een zeer grote belangstelling voor de cultuur van zijn streek Twente en een specialist op het terrein van de landelijke bouwkunst.

## Biografie
Toen hij negentien was, ging hij naar Amsterdam en kwam in dienst bij architectenbureau Gulden en Geldmaker (bekend van o.a. het Rozentheater). Hendrik Petrus Berlage was een van zijn leermeesters.
In zijn leven heeft hij bijna tweeduizend tekeningen gemaakt met tekenstift.
In 1928 vestigde hij zich in Almelo als zelfstandig architect.
Hij tekende, ontwierp en restaureerde veel op het gebied van de landelijke bouwkunst (voornamelijk boerderijen, maar ook bijvoorbeeld de overkapping van het openluchttheater in Hertme). Als actief regionalist timmerde hij aan de weg met het houden van lezingen, het bekleden van bestuursfuncties en het schrijven van artikelen. 
Hij heeft ook de noodzakelijkheid van een kunstnijverheidsschool in Twente betoogd waarna men overging tot oprichting van de „Stichting Kunstnijverheidsonderwijs „Oost-Nederland”. (03-05-1949, Zutphensch dagblad voor Achterhoek en Veluwezoom; Kunstnijverheidsschool „Oost-Nederland"). Na zijn dood verschenen de standaardwerken 'Landelijke bouwkunst in Oost-Nederland' en 'Gevel- en stiepeltekens in Oost-Nederland'.
Bij zijn 25-jarig jubileum als architect in 1953 werd de Jan Jans Stichting opgericht, die nu bijna zijn gehele collectie tekeningen beheert (exclusief ongeveer 350 tekeningen die Jan Jans heeft verkocht aan het Rijksmuseum Twenthe en die nu in eigendom zijn van de Oudheidkamer Twente).

## Familierelaties
Jan Jans was de zoon van Johan Wilhelm Jans en Gerharda Koedijk. Jan Jans trouwde in 1938 met Irma Paulina Cammaert (St. Jansteen, 2 maart 1906 - Almelo, 3 november 1989). Ze kregen vier kinderen. Zijn zoon Everhard Jans heeft naam gemaakt als specialist en publicist op het gebied van de volkscultuur in Oost-Nederland en de aangrenzende Duitse regio.

## Citaten
- Een goed huis is een gebouwde glimlach

## Publicaties
- Landelijke Bouwkunst in Overijssel, in: Overijssel, Deventer 1931, 238-254
- Oude landelijke bouwkunst in Oost-Overijssel en nieuwe problemen, in : Elseviers Maandschrift, 43, 1933, 383-392
- Bouwkunst en Cultuur, Amsterdam 1934
- Volkscultuur en bouwkunst, Amsterdam 1938
- Boer'nwiesheid en boer'nsprekwiezen (samen met H. Klaassen). Almelo 1970
- Gevel- en stiepeltekens in Oost-Nederland (bewerkt door Everhard Jans). Enschede 1977
- Landelijke bouwkunst in Oost-Nederland, Enschede 1967. (Met bibliografie; deze laatste aangevuld in Dorpen in Oost-Nederland, Enschede 1991)
- Jan Jans: Leven en Werk, Almelo 2000, geschreven door Frank Löwik
- Water- en windmolens in Oost-Nederland, uitgave van de Jan Jansstichting 2007
- Jan Jans na 50 jaar Werk en Getuigenissen (documentaire), Almelo 2013